# 清学院
清学院（せいがくいん）は、大阪府堺市堺区にある修験道当山派の寺院。本尊は不動明王坐像。門等が国の登録有形文化財に登録されている。

## 歴史
1573年 (天正元年) に開設。修験道の寺院 であり、醍醐寺三宝院門跡を棟梁とする当山派に属していた。かつては大峰山参詣の他、祈祷札の配布、魔除け、病気平癒等の祈祷、名付け等地域信仰に根ざした活動を行っていた。江戸時代から明治初期にかけて「清光院」という寺子屋を運営しており、机、硯、教科書等が現存する。探検家・河口慧海も門下生の一人である。現在は「堺市立町家館」として公開されている。

## 文化財
2002年 (平成14年) 8月21日、3点が登録有形文化財となった。
- 門 – 木造、瓦葺き、間口1.7m、左右塀付。江戸末期のものと考えられる。門は１間１戸の薬医門で、垂木に反りがある軽快な意匠。庫裏玄関前の前庭を囲うように建つ[2]。
- 庫裏 -木造平屋建、切妻造、瓦葺き、建築面積75平方メートル。不動堂の南面と東面に接続した鍵形平面の住居建築で、不動堂側面にあたる南面に式台玄関を設け、奥に8畳間2室を配し、玄関南側を土間とする。外観は2階で虫籠窓を設けた町家風の特色が窺える[3]。
- 不動堂 - 桁行・梁間とも2間半の小仏堂で、通りに西面して建ち、本尊・不動明王坐像や弘法大師坐像を配置。軸部は角柱、内部は8畳間で後方半間に通仏壇を構え，中央に軒唐破風付きの宮殿形厨子を置く。虹梁や木鼻の彫刻形式から江戸末期と考えられる[4]。

## 利用案内
- 所在地 - 大阪府堺市堺区北旅籠町西1丁3－13
- 休館日 - 火曜日（ただし祝日の場合は翌日）、年末年始
- 開館時間 - 午前10時から午後5時
- 入館料 - 100円。中学生以下、堺市内に居住する65歳以上、障がい者とその介護者は無料。

### 交通アクセス
- 阪堺電気軌道阪堺線高須神社停留場より徒歩5分
- 南海本線七道駅より徒歩5分

### 周辺施設
- 山口家住宅 – 重要文化財
- 旧十八屋 – 登録有形文化財
- 菅原神社 – 楼門は大阪府指定有形文化財
- 本願寺堺別院 - 堺市指定有形文化財
- 妙国寺 – 庭園は堺市指定名勝